# フィリップ・キャリー
フィリップ・キャリー（フィル・ケリー、Philip Carey、1925年7月15日 - 2009年2月6日）は、アメリカ合衆国の俳優。

## 出演作品

### 映画
- モンスター（1979年） - バーンズ
- 怒りの山河（1976年） - ピアース・クラブツリー
- 恍惚の7分間・ポルノ白書（1971年）
- 死刑台に接吻（1969年）
- ジャック・ニコルソンの ダーティ・ライダー（1969年）
- カスター将軍の最後（1965年）
- タイム・トラベラーズ（1964年） - スティーヴ・コナーズ
- ブラック・ゴールド（1962年）
- 最後の一人まで（1958年）
- ミスタア・ロバーツ（1955年）
- やさしい狼犬部隊（1955年） - ウィリアム・シェパード大佐
- 長い灰色の線（1955年） - チャック
- 教会に鐘は鳴る（1955年） - アルバート・ルーミス
- 殺人者はバッヂをつけていた（1954年）
- カラミティ・ジェーン（1953年） - ダニー・ギルマーティン中尉
- 限りなき追跡（1953年）
- スプリングフィールド銃（1952年）
- 銃の後に立つ男（1952年）
- 肉弾戦車隊（1951年）- ローソン中尉
- FBI暗黒街に潜入せよ（1951年）
- 太平洋機動作戦（1951年） - ボブ・ペリー中尉

### TV
- 影なき恐怖（1974年） - ヴァーノン・ベル保安官
- 署長マクミラン／亡霊の夜（1972年） - アーサー・ケンドール
- 旋風児マーロウ（1959年） - フィリップ・マーロウ